# 3-heptanamina
La 3-heptanamina es una amina primaria con fórmula molecular C7H17N.
- Datos: Q5651957